# Штилле, Ханс Вильгельм
Га́нс (Ха́нс) Вильгельм Шти́лле (нем. Hans Wilhelm Stille; 8 октября 1876[…], Ганновер, Пруссия — 26 декабря 1966[…], Ганновер) — немецкий учёный-геолог, тектонист. Профессор, вице-президент Немецкой Академии наук Леопольдина, основатель Геотектонического института в Берлине.

## Биография
Родился в Ганновере 8 октября 1876 года.
В 1896 году окончил Высшую техническую школу им. Лейбница в Ганновере, где изучал химию и геологию.
В 1899 году закончил Гёттингенский университет.

### Научная и преподавательская работа
В 1900—1908 годах работал в Прусском ведомстве по геологической разведке.
В 1904—1908 — приватдоцент.
Профессор в:
- 1908—1912 — Высшая техническая школа Ганновера
- с 1912 — Университет Лейпцига
- с 1913 — Университет Гёттингена
- 1932—1950 — Университет Берлина[уточнить].

В 1945—1950 годах — вице-президент Немецкой Академии наук Леопольдина.
В 1946—1950 годах директор основанного им Геотектонического института в Западном Берлине.
Скончался в Ганновере 26 декабря 1966 года.

## Научные достижения
Автор современных теорий для середины XX века о классификации и развитии складчатых поясов Земли, связей тектоники и магматизма, периодизации тектонических движений Его научные труды по тектонике и неокатастрофизму получили всемирную известность. Основные работы были посвящены тектонике Европы и сравнительно-историческому анализу складчатых областей Европы, Америки, Юго-Восточной Азии и Тихоокеанского кольца.
Он разработал концепцию о чередовании в истории Земли длительных периодов нарастающей консолидации земной коры и более кратковременных «мировых фаз складчатости», подчёркивая повсеместность этих явлений на земном шаре. Он указал на закономерную связь проявлений магматизма со стадиями развития геосинклинальных областей, выделив начальный, последующий и конечный магматизм. Подразделил геосинклинальные области на высокомагматичные эвгеосинклинали и слабомагматичные миогеосинклинали.
В 1955 году выделил ассинтскую складчатость, обосновал значение позднедокембрийского тектонического этапа в развитии Земли. Внёс вклад в учение о платформах.
В 1960-х годах ввёл термин неогей.

## Критика в СССР
В СССР Г. В. Штилле подвергался идеологической критике, как и всё немецкое в науке в конце 1930-х годов.
Например, М. И. Варенцов допускал такие выражения в геологической прессе:

Вместе с этим мы считаем важным со всей силой подчеркнуть необходимость подвергнуть самой резкой и сокрушительной критике взгляды фашистского геолога Штилле и его поклонников, опошляющих и извращающих понятие «революция». С ними надо вести борьбу так же, как ведется борьба против искажения понятия революции в историческом материализме врагами социализма, врагами марксизма. Ленин и Сталин учат нас, что революция — это очень сложный процесс, процесс борьбы нарождающегося и неодолимо развивающегося нового с отживающим старым. Надо бороться решительно со Штилле потому, что он действительно опошляет и извращает самые основные и великие принципы! диалектического материализма. Как Штилле и его поклонники понимают революцию или орогенные фазы, «орогенный закон времени»? Они понимают их, как мгновенные сугубо катастрофические явления всемирного масштаба как мгновенные и катастрофические движения, совершающиеся одновременно во всем мире. Известно, что Штилле является самым махровым фашистом в геологии. Давно назрела необходимость разоблачить все его лженаучные, реакционные взгляды и теории.

Современные неокатастрофисты-штиллеанцы тоже понимают революции в природе, как всеобщие губительные катастрофы, мгновенно охватывающие весь земной шар, между которыми развития органического мира как бы нет, нет борьбы и складкообразовательных движений, а потом снова наступает «революция», происходит катастрофа, все гибнет, а затем после такой «революции» будто бы все вновь зарождается, создается совершенно новый мир фауны и флоры, якобы: не имеющий никакой связи и преемственности с прошлым.

## Членство в организациях
- Немецкая Академия естественных наук Леопольдина в Галле
- Общество естественной истории в Ганновере
- Испанское общество естественной истории в Мадриде

## Награды
- Медаль Гаусса-Веббера — Гётингеннского университета
- Медаль Эдуарда Зюсса — Геологического общества Австрии
- Медаль Леопольда фон Буха — Немецкого геологического общества
- Медаль Густава Штейнмана — Геологического союза в Бонне

## Память
В честь и с память о Г. Штилле:
- В 1948 году Немецким Геологическим обществом была учреждена — Медаль Ганса Штилле (Медаль Штилле Немецкого Геологического общества; Hans Stille Medaille)[14].
- Был назван новый минерал — Штиллеит (Stilleite)[15]

## Библиография

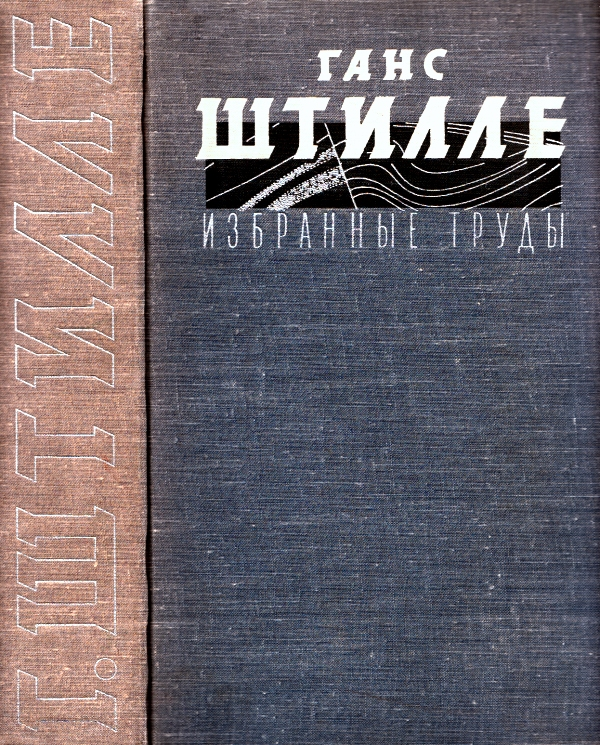
Книга Ганса Штилле, 1964